# Mathias Bossaerts
Mathias Bossaerts (Brasschaat, 10 juli 1996) is een Belgisch voormalig voetballer die bij voorkeur als centrale verdediger speelde.

## Clubcarrière

### Jeugd
Bossaerts verruilde in 2010 de jeugdopleiding van Germinal Beerschot voor die van Anderlecht. Na twee jaar in Anderlecht verhuisde Bossaerts naar Engeland. In 2012 verruilde hij Anderlecht namelijk voor Manchester City. Daar speelde hij vier jaar in de jeugdopleiding, waarna hij weer naar zijn moederland terugkeerde.

### KV Oostende
In 2016 tekende hij een driejarig contract bij KV Oostende. Op 27 augustus 2016 debuteerde de centrumverdediger in de Jupiler Pro League tegen Waasland-Beveren. Hij speelde de volledige wedstrijd, die KV Oostende met 2–1 won. Toch werd Bossaerts nooit basisspeler. In twee seizoenen kwam hij tot slechts veertien wedstrijden in de hoofdmacht.

### N.E.C.
Op 28 augustus 2018 werd Bossaerts gepresenteerd bij Eerste Divisie-club N.E.C. Hij tekende in Nijmegen een driejarig contract. Op 8 september maakte hij zijn debuut voor N.E.C. in de met 2-3 gewonnen uitwedstrijd met Roda JC Kerkrade. Hij werd na 78 minuten vervangen door Robin Buwalda. Op 23 februari 2019 scoorde Bossaerts zijn eerste doelpunten voor N.E.C. In het met 5-0 gewonnen duel tegen Almere City scoorde hij twee keer.
Op 13 augustus 2019 meldt de Nederlandse tweedeklasser N.E.C. dat het niet meer rekent op Mathias Bossaerts. Hij mocht de club transfervrij verlaten. In afwachting van een vertrek moest hij meetrainen met de beloften. Op 19 oktober 2019 werd zijn nog tot medio 2021 doorlopend contract ontbonden.
In juli 2022 kondigde Bossaerts zijn afscheid aan als voetballer.

## Statistieken[6]
| Seizoen         | Club            | Land               | Competitie      | Competitie | Competitie | Beker | Beker | Internationaal | Internationaal | Overig | Overig | Totaal | Totaal |
| Seizoen         | Club            | Land               | Competitie      | Wed.       | Dlp.       | Wed.  | Dlp.  | Wed.           | Dlp.           | Wed.   | Dlp.   | Wed.   | Dlp.   |
| --------------- | --------------- | ------------------ | --------------- | ---------- | ---------- | ----- | ----- | -------------- | -------------- | ------ | ------ | ------ | ------ |
| 2016/17         | KV Oostende     | Vlag van België    | Eerste klasse   | 10         | 1          | 1     | 0     | —              | —              | —      | —      | 11     | 1      |
| 2017/18         | KV Oostende     | Vlag van België    | Eerste klasse   | 3          | 0          | 0     | 0     | 0              | 0              | —      | —      | 3      | 0      |
| 2018/19         | N.E.C.          | Vlag van Nederland | Eerste Divisie  | 26         | 2          | 1     | 0     | —              | —              | 2      | 0      | 29     | 2      |
| 2019/20         | N.E.C.          | Vlag van Nederland | Eerste Divisie  | 0          | 0          | 0     | 0     | —              | —              | 0      | 0      | 0      | 0      |
| Carrière totaal | Carrière totaal | Carrière totaal    | Carrière totaal | 39         | 3          | 2     | 0     | 0              | 0              | 2      | 0      | 43     | 3      |

## Interlandcarrière
Bossaerts kwam reeds uit voor diverse Belgische nationale jeugdelftallen. In 2013 debuteerde hij in België –19, waarvoor hij negen interlands speelde.